# DONKEY.BAS
《DONKEY.BAS》是一款於1981年推出的電腦遊戲，隨IBM个人电脑的PC-DOS作業系統附送。DONKEY.BAS屬於駕駛遊戲，玩者需避開路上的一只驢。微軟公司的主席比尔·盖茨曾參與該遊戲的編寫。

## 歷史
1970年代後期至1980年代早期，IBM發展個人電腦，並要求微軟為其開發一套作業系統及BASIC編程語言。附在IBM PC銷售的稱為PC-DOS，微軟單獨售賣的稱為MS-DOS。
DONKEY.BAS由比尔·盖茨和Neil Konzen負責編寫，用以示範其電腦產品和BASIC語言的性能。遊戲的結構極為簡單，但已說明了該款電腦日後可推出更多彩色及有聲的互動程式。
該遊戲於1981年推出1.00版，1982年推出1.10版。到了今天，該遊戲的原始碼仍然可以找得到。

## 名字
該遊戲的名字在標題畫面顯示為Donkey，但因其檔案名為DONKEY.BAS，因此此遊戲常以DONKEY.BAS來稱呼。

## Donkey .NET
隨著微軟推出.NET平台以及Visual Basic .NET編程語言，2001年微軟開發了Donkey .NET作為其產品的範例程式。該新版的Donkey採用了3D模式，其玩法改為撞擊驢隻。